# Fidelio

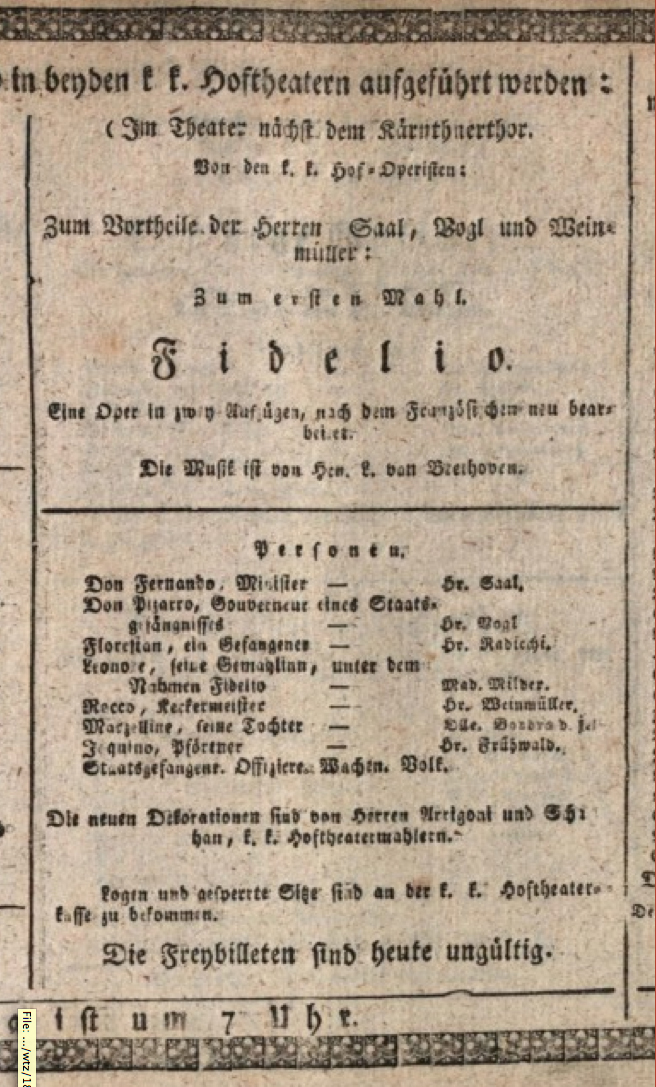
Fidelio, afișul premierei mondiale de la Kärntnertortheater din Viena, 23 mai 1814

Fidelio este singura operă lirică scrisă de Ludwig van Beethoven. Fidelio este o dramă în două acte, după libretul german al lui Joseph Sonleithner, care ilustrează triumful dragostei asupra tiraniei. În catalogul creațiilor muzicale ale lui Beethoven, Fidelio este notată Op. (Opus) 72.

## Acțiunea operei
Personajele principale sunt Leonora și soțul ei, Florestan. Florestan este luat prizonier, iar din dragoste pentru el, Leonora se travestește într-un bărbat numit „Fidelio”. După mai multe aventuri, Leonora îl salvează pe Florestan din închisoare.

## Note

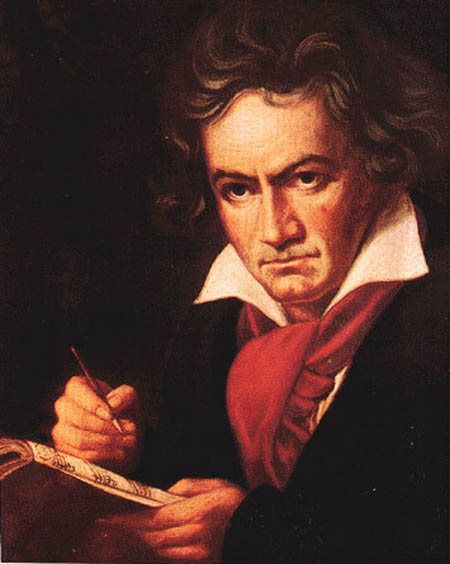
Ludwig van Beethoven

## Roluri
| Roluri       | voci        | Actori - premiera 1805     |
| ------------ | ----------- | -------------------------- |
| Florestan    | tenor       | Friedrich Christian Demmer |
| Leonora      | soprană     | Anna Milder                |
| Rocco        | bas         | Rothe                      |
| Marzelline   | soprană     | Louise Muller              |
| Jaquino      | tenor       | Cache                      |
| Don Pizzaro  | bas-bariton | Sebastian Mayer            |
| Don Fernando | bas         | Weinkopfer                 |